# Certificat restreint de radiotéléphoniste
Pour les articles homonymes, voir CRR.
 (mars 2011).

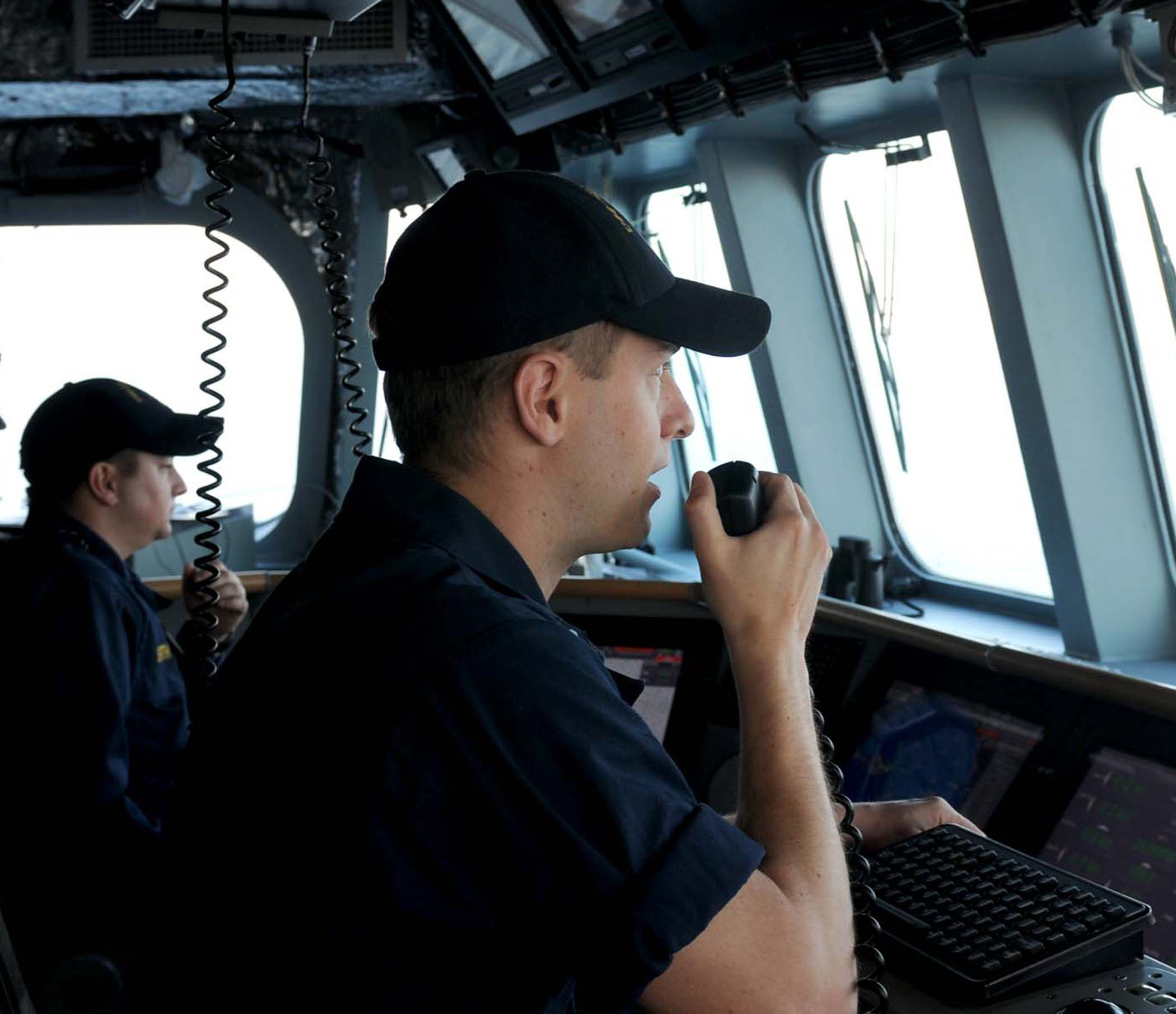
Radiotéléphonie marine et fluvial

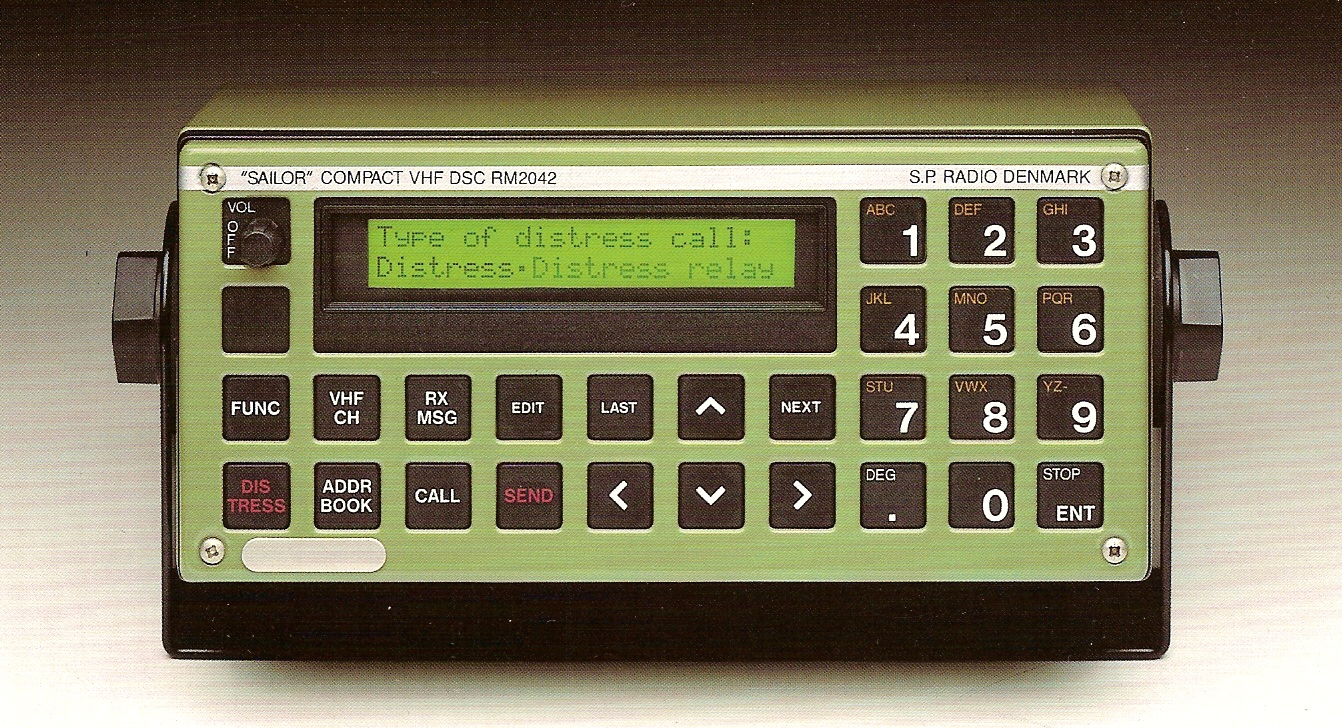
Émetteur récepteur d'appel sélectif numérique bande VHF marine

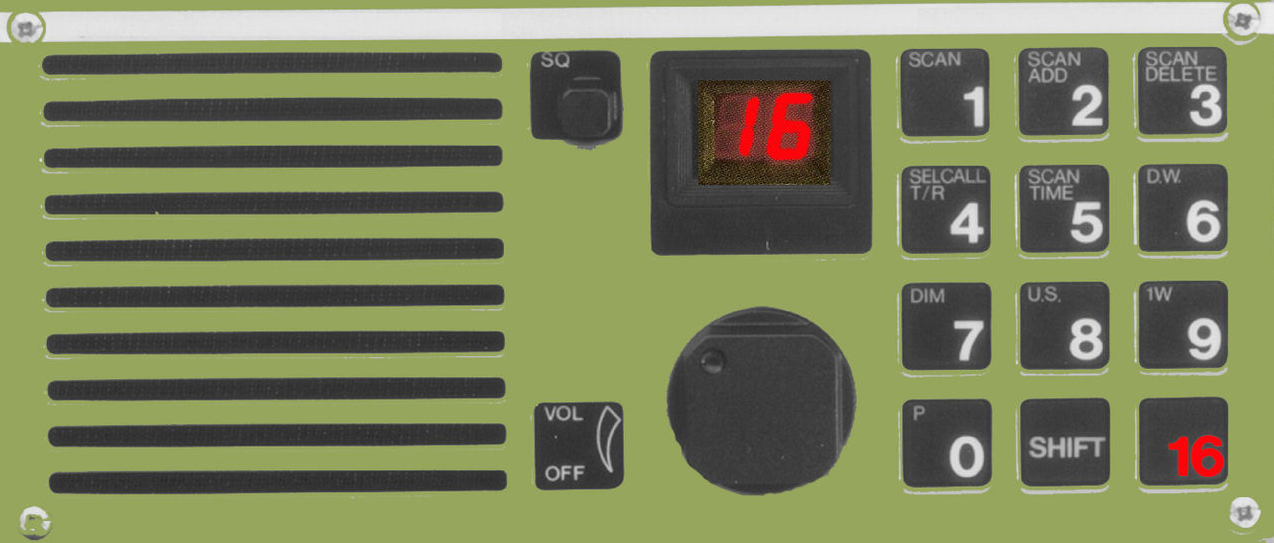
Émetteur récepteur radiotéléphonique bande VHF marine et fluvial

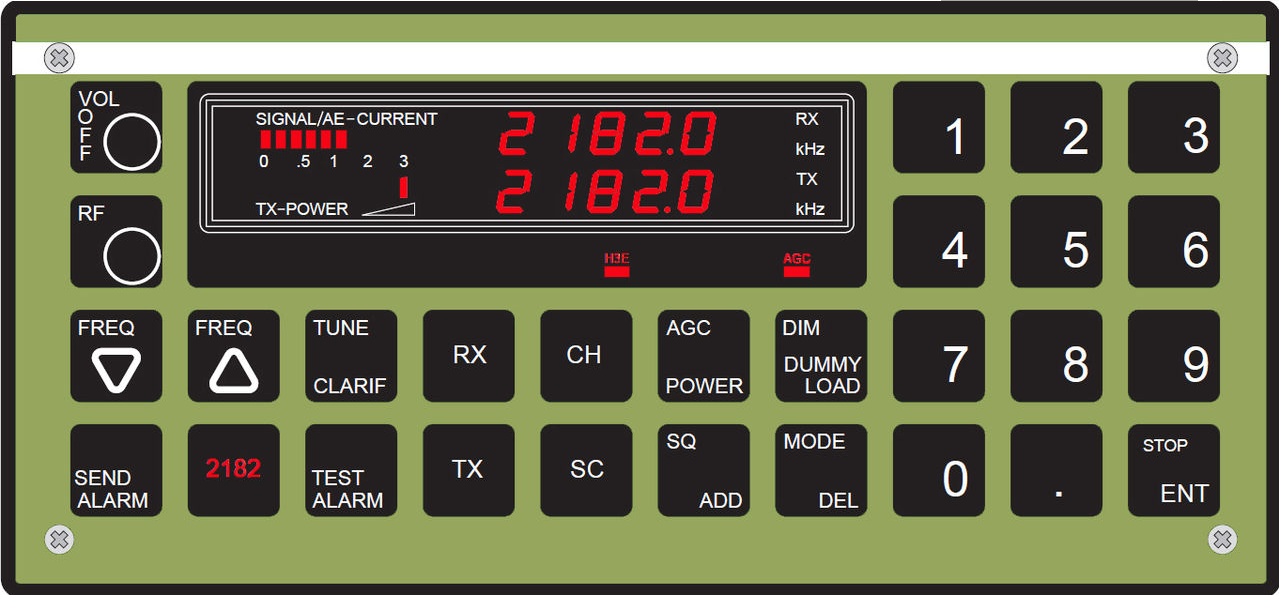
Émetteur récepteur radiotéléphonique bandes MF et HF

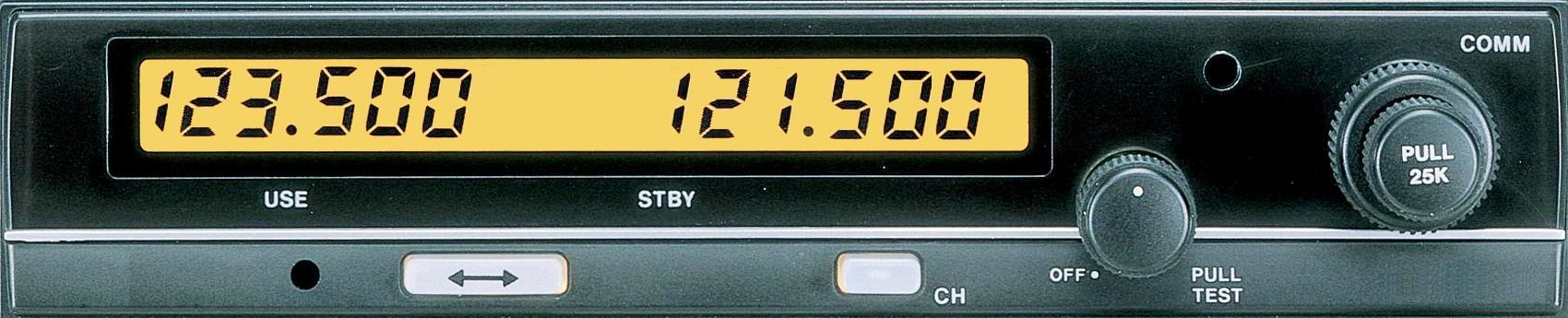
Émetteur-récepteur aéronautique.

Le certificat restreint de radiotéléphoniste (CRR) est, dans le monde une habilitation que doit posséder tout utilisateur pour manœuvrer les stations radiotéléphoniques dans les contextes de navigation maritime, fluviale ou aéronautique.
Le titulaire d'un certificat restreint de radiotéléphoniste (en fonction de l'option) peut manœuvrer les stations de bord d'aéronef ou les stations de bord des navires dont l'installation radioélectrique est optionnelle.

## Certificats du service maritime

Certificat restreint de radiotéléphoniste maritime

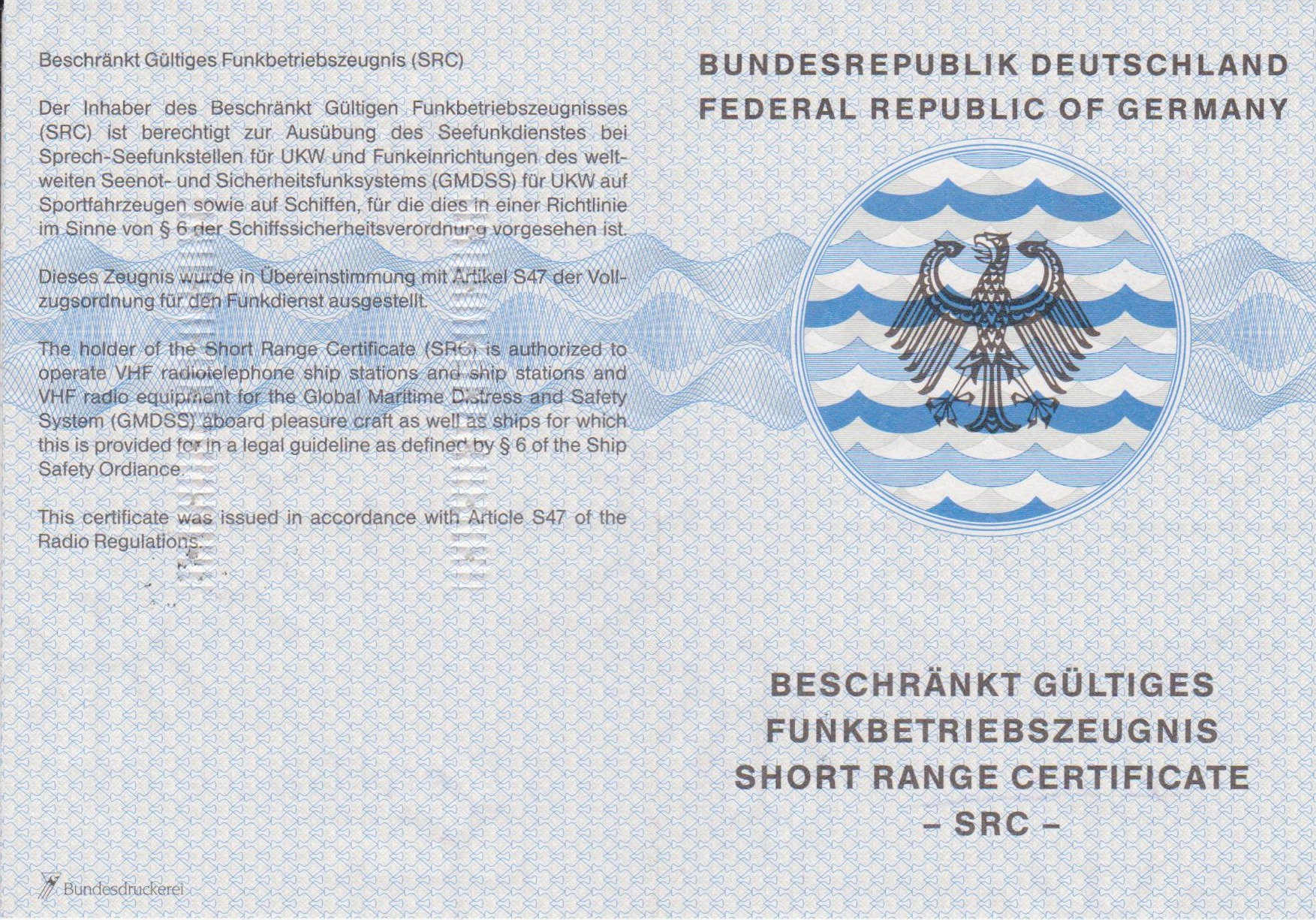
Certificat de radiotéléphoniste maritime VHF sur les bateaux de plaisance (SRC) Short Range Certificate.

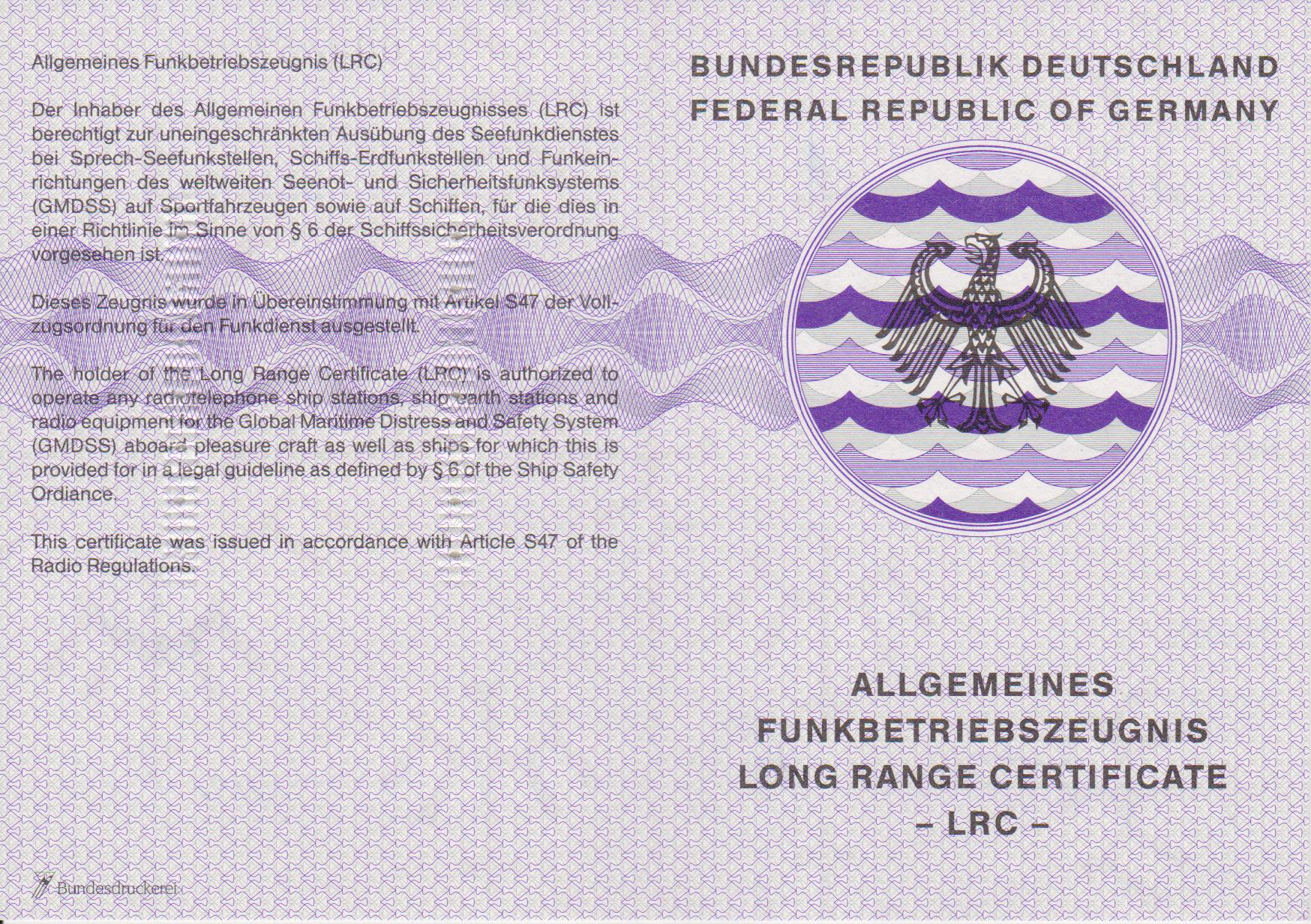
Certificat (toutes bandes) de radiocommunication sur les bateaux de plaisance (LRC) Long Range Certificate

Dans le service mobile maritime, tous les certificats délivrés depuis le 1er janvier 1978 doivent comporter au moins les renseignements suivants rédigés dans la langue nationale avec une traduction dans une langue de travail de l'Union internationale des télécommunications :
- nom, prénom(s) et date de naissance du titulaire;
- titre du certificat et date à laquelle il a été délivré;
- le cas échéant, numéro et durée de validité du certificat;
- nom de l'administration qui a délivré le certificat.

### Le CRR du service mobile maritime
Les exigences requises pour l'utilisation d'une station radioélectrique fonctionnant dans la gamme des ondes métriques (VHF) à bord d'un navire de plaisance dépendent de la zone de navigation, en eaux internationales ou territoriales.
- en navigation internationale et à l'étranger : le CRR (ou certificat équivalent) est obligatoire.
- en navigation dans les eaux territoriales françaises : l'utilisation d'une VHF autre qu'une VHF portative non ASN (puissance inférieure ou égale à 6 W) est soumise à l'obtention du permis de conduire des navires de plaisance ou du CRR.
Les autorités d'un pays étranger peuvent exiger d'un plaisancier français la présentation de son CRR.
Les certificats d'opérateurs du service mobile maritime sont acceptés dans le service fluvial.
Recommandation. Le titulaire d'un certificat restreint d'opérateur radiotéléphoniste peut assurer le service radiotéléphonique de toute station de navire, à condition que la commande de l'émetteur comporte seulement la manœuvre d'organes de commutation externes et simples, sans qu'il soit nécessaire d'effectuer aucun réglage manuel des éléments qui déterminent la fréquence, l'émetteur lui-même maintenant la stabilité des fréquences dans les limites des tolérances spécifiées et la puissance en crête de l'émetteur ne dépassant pas 1 500 watts.
Recommandation. Le certificat restreint d'opérateur radiotéléphoniste peut être limité exclusivement à une ou plusieurs des bandes de fréquences du service mobile maritime. Dans ce cas, mention de cette limitation doit être portée sur le certificat.
Exemple :
- (SRC) Short Range Certificate (peut manœuvrer les stations radiotéléphoniques de navire dans la Zone A1 et sur les fleuves, rivières, canaux, lacs et étangs. )
- (LRC) Long Range Certificate (peut manœuvrer les stations radiotéléphoniques de navire dans toutes les zones)

Ou les mentions sur les anciens certificat restreint de radiotéléphoniste:
- VHF ASN ou non DSC : équivalant au (SRC) Short Range Certificate
- VHF ASN ou VHF non ASN : équivalant au (SRC) Short Range Certificate
- VHF ASN ou non (DSC), MF/HF non ASN : équivalant au (LRC) Long Range Certificate non ASN en MF et non ASN en HF

### Les stations radioélectriques mobiles

#### Bande VHF maritime
La bande métrique VHF des mobiles du service maritime est entre 156 et 162 MHz avec des canaux de 25 kHz en G3E ou F3E (FM) avec une puissance de 1 à 25 W. La portée d'exploitation est inférieure à 60 km. Le Canal 16 est utilisé pour la veille radio, le canal 70 pour la veille automatique en appel sélectif numérique.

#### Bande VHF fluviale
La bande métrique VHF du service fluvial est entre 156 et 162 MHz avec des canaux de 25 kHz en G3E ou F3E (FM) avec une puissance de 0,5 à 1 W avec une antenne sans gain placée à une altitude inférieure à 12 mètres au-dessus du niveau de l'eau. Une portée d'exploitation inférieure à 6 km.

#### Bande 1,6 à4MHz
La bande hectométrique MF des mobiles du service maritime est située entre 1,6 et 4 MHz, répartie en plusieurs sous-bandes et avec des canaux de 3 kHz en J3E (USB) ou H3E avec une puissance de 150 à 400 W. La portée d'exploitation est inférieure à 600 km. La fréquence 2 182 kHz est utilisé pour la veille radio.

#### Bande 4 à26MHz
La bande décamétrique HF des mobiles du service maritime est située entre 4 et 26 MHz, répartie en plusieurs sous-bandes et avec des canaux de 3 kHz en J3E (USB) avec une puissance de 250 à 1 000 W entre les mobiles du service maritime et avec une puissance de 250 à 1 500 W entre un mobile du service maritime et une station côtière. La portée d'exploitation peut être mondiale en fonction des conditions de propagation des ondes et de la fréquence utilisée pour la veille radio. En premier choix la fréquence 8 291 kHz est utilisée, et/ou en fonction de l'heure du jour et de la position géographique du navire: 4 125 kHz, 6 215 kHz, 12 290 kHz, 16 804,5 kHz.

#### Radiocommunication de bord

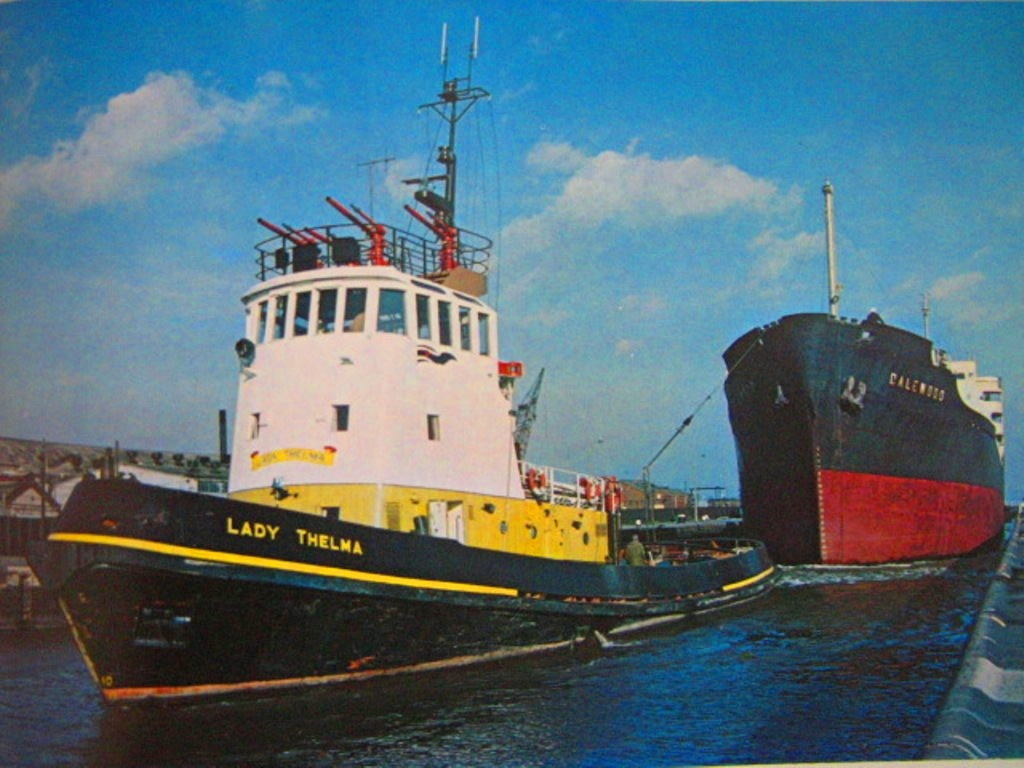
Radiocommunication de bord entre postes radios d'un même convoi remorqué.

Les radiocommunications de bord : il s'agit du trafic interne au bateau entre postes radio installés à bord d'un bateau ou à bord de divers bateaux faisant partie d'un même convoi remorqué ou poussé. Les commandes pour amarrer ou démarrer tombent également dans cette catégorie. Utilisations en mono-fréquence tactique et en station de relais à bord est dans la bande UHF avec des canaux de 12,5 kHz ou de 25 kHz en G3E ou F3E (FM) et une puissance de 0,2 à 2 W. Le canal mono-fréquence tactique 457,525 MHz est présent sur tous les portatifs de radiocommunication de bord. La portée d'exploitation est interne au convoi.

#### La manœuvre d'une station radiotéléphonique
Dans les eaux territoriales françaises, l'utilisation des VHF portables de moins de 6 W et sans l'appel sélectif numérique est autorisée sans certificat de radiotéléphoniste.
Depuis le 31 janvier 1997 pour manœuvrer une station de bord radiotéléphonique de navire fonctionnant dans la gamme des ondes métriques 156 MHz à 162 MHz, avec une puissance de 25 W, il est nécessaire de posséder un des certificats suivants :
- Un permis plaisance et en navigation dans les eaux territoriales françaises[3]
- Certificat Restreint de Radiotéléphoniste maritime
- Certificat restreint d'opérateur (SRC) Short Range Certificate: pour tous les navires en Zone A1[4];
- Certificat spécial d'opérateur : dans toutes les zones pour les navires français de commerce inférieur à 500 UMS et les navires de pêche français de longueur inférieure à 45 mètres ;
- Certificat général d'opérateur (LRC) Long Range Certificate: tous les navires et toutes zones.

Depuis le 31 janvier 1997, pour configurer, programmer, modifier, réparer une station de bord de navire, il est nécessaire de posséder un des certificats suivants :
- CR1 : certificat de radioélectronicien de première classe
- CR2 : certificat de radioélectronicien de deuxième classe

#### Programme
Épreuves du certificat restreint de radiotéléphoniste du service mobile maritime (depuis le 16 septembre 2013)
- Généralités du service mobile maritime: 6 questions
- Radiotéléphonie VHF: 8 questions
- Utilisation pratique de VHF ASN: 10 questions

Programme du certificat restreint de radiotéléphoniste du service mobile maritime.
A. - Connaissances générales des radiocommunications dans le service mobile maritime
1. Catégories de communications.
2. Catégories de stations.
3. Connaissances de base sur les fréquences et les voies de la bande VHF marine.
4. Sources d'énergie des stations de navire.

B. - Connaissances pratiques et aptitude à utiliser un équipement de radiocommunication en ondes métriques
1. Utilisation pratique de l'équipement en ondes métriques : Voies de radiotéléphonie ; Commandes ; Appareil VHF bidirectionnel portatif ; Antennes VHF ;
2. But et utilisation des installations et des techniques d'appel sélectif numérique (ASN) : Principes généraux et caractéristiques de base de l'ASN ; Catégories d'appel ; Identités du service mobile maritime (MMSI) ; Priorités ; Télécommande des appels et informations de trafic ; Dispositifs d'appel sélectif numérique.

C. - Procédures d'exploitation du SMDSM et utilisation pratique détaillée des sous-systèmes et de l'équipement SMDSM
1. Procédures de recherche et de sauvetage (SAR) : Zones maritimes et accès aux dispositifs du SMDSM ; Rôle des centres de coordination du sauvetage (RCC) ; Organisation SAR.
2. Procédures de communications de détresse, d'urgence et de sécurité dans le SMDSM : Communications de détresse ; Communications d'urgence ; Communications de sécurité.
3. Protection des fréquences de détresse : Comment éviter les interférences préjudiciables ; Émissions au cours du trafic de détresse ; Comment empêcher les émissions non autorisées ; Protocoles et procédures d'essais ; Comment éviter les émissions sur les bandes de garde VHF ; Procédures à suivre en cas d'émission d'une fausse alerte de détresse.
4. Information de sécurité maritime dans le SMDSM (MSI) : Le système NAVTEX ; Le système SafetyNET.
5. Signaux d'alerte et de localisation dans le SMDSM : Radiobalises de localisation des sinistres (EPIRBs) ; Répondeur radar de recherche et sauvetage (SART).

D. - Procédures d'exploitation et réglementation des communications radiotéléphoniques
1. Aptitude à échanger des communications relatives à la sauvegarde de la vie humaine en mer : Communications de détresse ; Communications d'urgence ; Communications de sécurité.
2. Réglementation, procédures et pratiques obligatoires : Documentation internationale et publications nationales ; Réglementations et accords internationaux régissant le service mobile maritime ; Règlements nationaux ;
3. Connaissances pratiques et théoriques des procédures de radiotéléphonie : Correspondance publique ; Taxation des communications.
4. Utilisation de l'alphabet phonétique international et de certaines parties des phrases de communication normalisées de la navigation maritime de l'OMI.

## Le CRR du service mobile fluvial

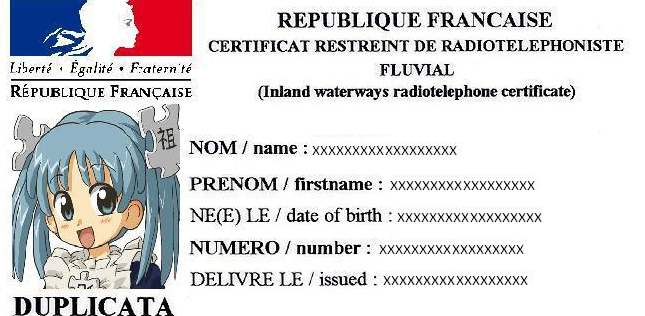
Certificat restreint de radiotéléphoniste fluvial

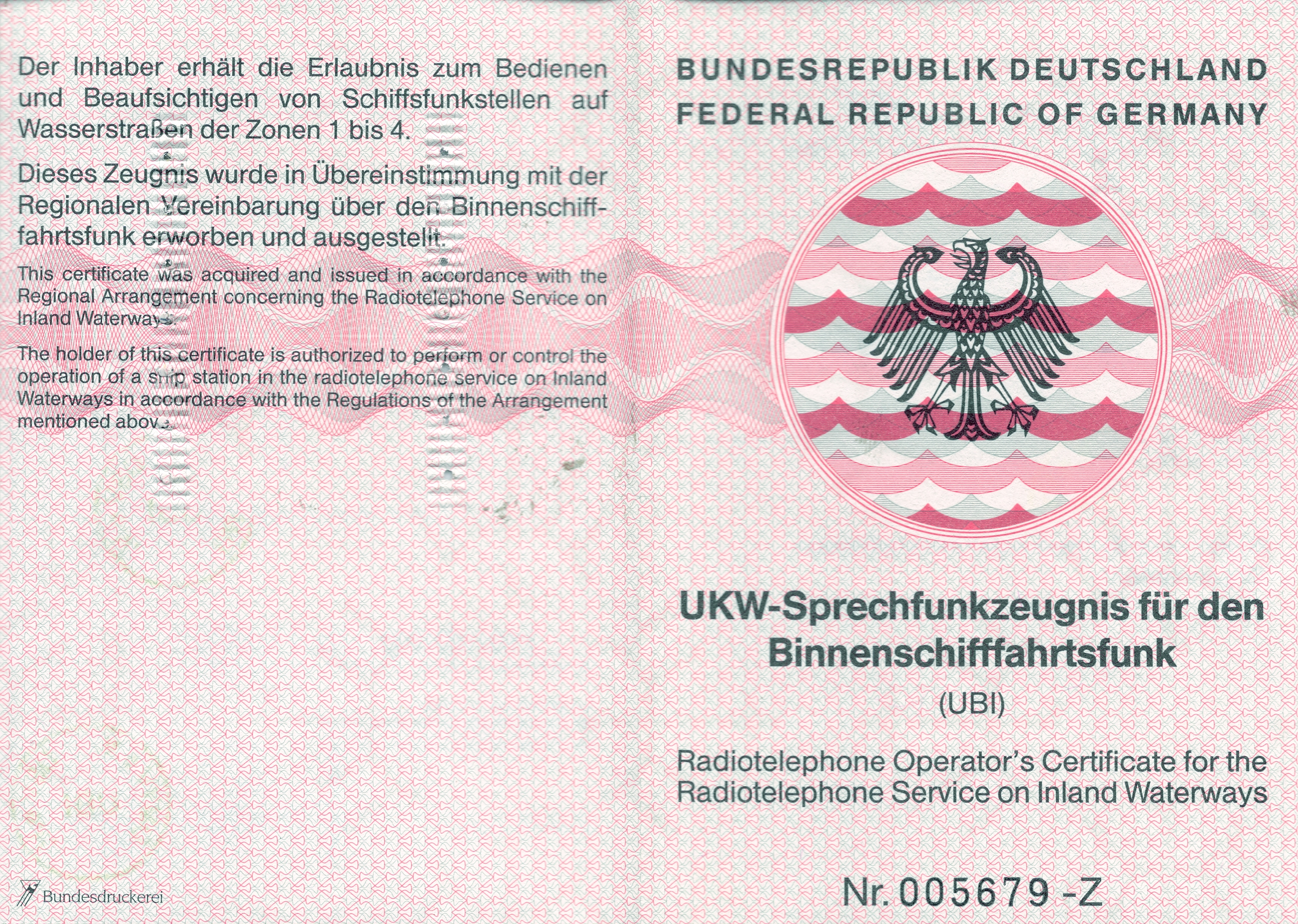
Certifitcate d'opérateur radiotéléphoniste sur les voies navigables intérieurs

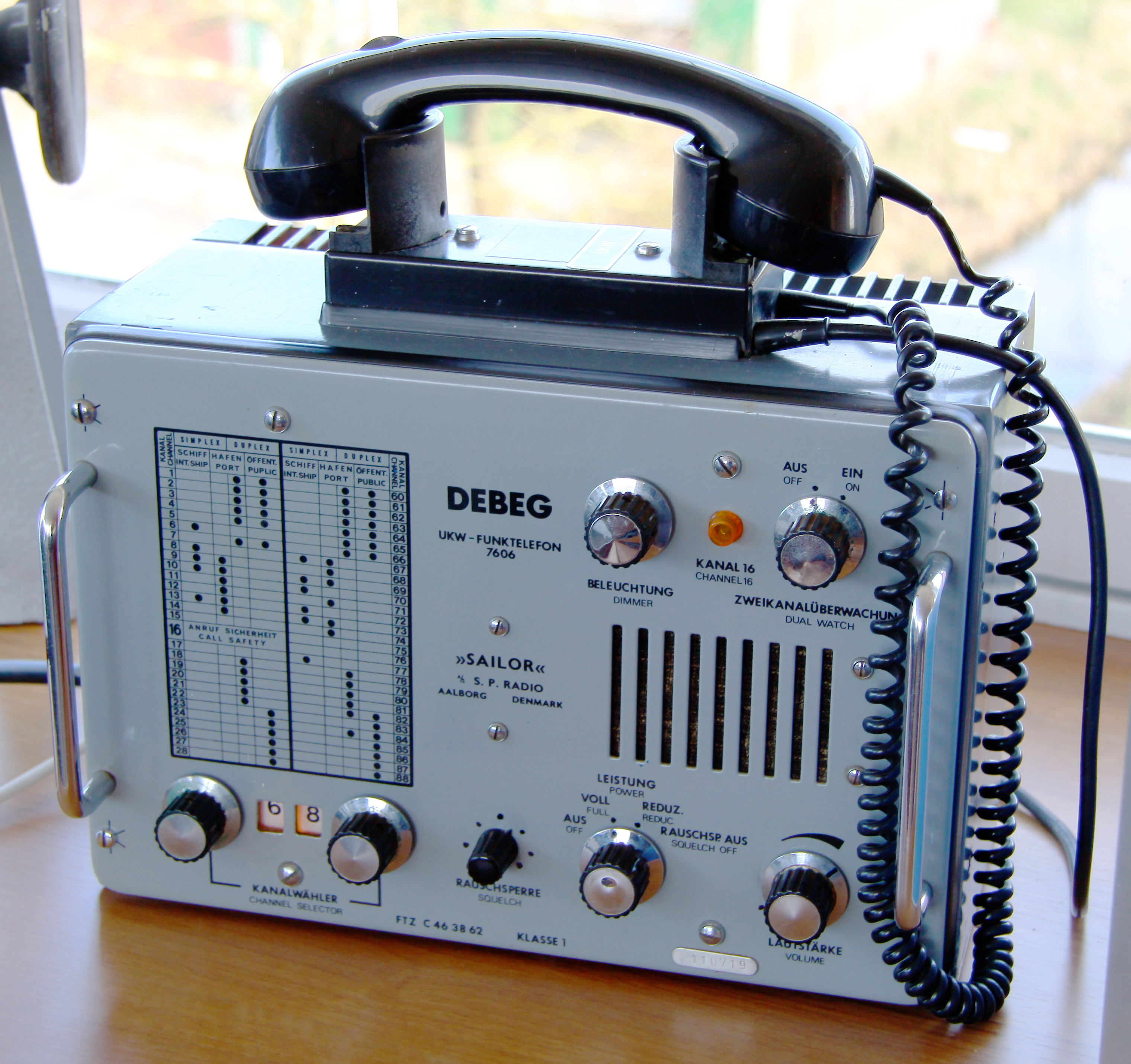
Émetteur récepteur bande VHF marine et fluvial

Obligation de régler la VHF sur canal 11

Sur les voies de navigation intérieure françaises, l'utilisation des VHF portables de moins de 6 W est autorisée sans certificat de radiotéléphoniste.
Le titulaire d'un permis plaisance fluvial peut manœuvrer les stations radiotéléphoniques de navire sur les voies de navigation intérieure françaises.
Le titulaire d'un certificat restreint de radiotéléphoniste du service mobile fluvial () peut manœuvrer les stations radiotéléphoniques de navire sur les eaux intérieures (sur les fleuves, canaux, rivières, lacs et étangs).

### Les stations radioélectriques

#### Bande VHF fluviale
La bande métrique VHF des mobiles du service fluvial est dans une bande entre 156 et 162 MHz avec des canaux de 25 kHz en G3E ou F3E (FM) avec une puissance rayonnée de 0,5 à 1 W avec une antenne sans gain placé à une altitude inférieur a 12 mètres au-dessus du niveau de l'eau. Une portée d'exploitation inférieure à 6 km.
En Europe, le canal 16 n'est pas utilisé sur les fleuves, canaux, rivières, lacs et étangs . Le canal 10 (fréquence 156,500 MHz) y est utilisé pour les courtes radiocommunications, sans dégagement (contrairement au canal 16).

#### Radiocommunication de bord
Les radiocommunications de bord : il s'agit du trafic interne au bateau entre postes radio installés à bord d'un bateau ou à bord de divers bateaux faisant partie d'un même convoi remorqué ou poussé (). Les commandes pour amarrer ou démarrer tombent également dans cette catégorie. Utilisations en mono-fréquence tactique et en station de relais à bord est dans la bande UHF avec des canaux de 12,5 kHz ou de 25 kHz en G3E ou F3E (FM) et une puissance de 0,2 à 2 W. Le canal mono-fréquence tactique 457,525 MHz est présent sur tous les portatifs de radiocommunication de bord. La portée d'exploitation est interne au convoi. En France la bande de radiocommunication de bord UHF n'est pas utilisé sur les lacs, les fleuves et les rivières. il n'y a que les voies VHF 15 et 17 qui peuvent être utilisées pour les radiocommunications de bord.

#### Programme
Épreuves du certificat restreint de radiotéléphoniste du service mobile fluvial
- Généralités : 10 questions
- Connaissances pratiques : 10 questions

Programme du certificat restreint de radiotéléphoniste du service mobile fluvial.
Connaissances des caractéristiques de base du service radiotéléphonique sur les voies de navigation intérieure
1. Types de catégories de services :
- Radiocommunications bateau-bateau ;
- Informations nautiques ;
- Bateau-autorités portuaires ;
- Radiocommunications de bord ;
- Radiocommunications de correspondance publique.

2. Types de communications :
- Communications de détresse;
- Communications d'urgence;
- Communications de sécurité ;
- Communications de routine;
- Appel sélectif numérique.

3. Types de stations :
- Stations de bateau ;
- Stations terrestres ;
- Equipement radiotéléphonique portatif.

4. Connaissances élémentaires des fréquences et bandes de fréquences :
- Le concept de fréquence et de voie radioélectrique ;
- mono-fréquence tactique, semi-duplex et duplex ;
- Propagation des fréquences VHF et UHF.

5. Connaissances élémentaires du but et de la composition du code ATIS et de son lien avec l'indicatif d'appel.
6. Allocation des voies :
- Aménagement des voies pour la téléphonie VHF et UHF ;
- Double veille ;
- Limitations de puissance.

7. Connaissances élémentaires des règlements et des publications existants :
- Responsabilité de l'utilisation d'équipements radioélectriques ;
- Secret des communications ;
- Documents obligatoires ;
- Guide de radiotéléphonie pour la navigation intérieure ;
- Règlements et arrangements nationaux et internationaux régissant le service radiotéléphonique ;
- Autres publications nationales.

Connaissances pratiques et aptitude à utiliser l'équipement de base d'une station de bateau
1. Equipement radioélectrique :
- Contrôles ;
- Sélection de la voie ;
- Réglages de puissance ;
- Autres réglages ;
- Interférences ;
- Entretien.

2. Antennes :
- Types ;
- Positionnement ;
- Installation ;
- Connecteurs et alimentation ;
- Entretien.

3. Alimentation électrique :
- Différents types d'alimentation électrique ;
- Caractéristiques ;
- Charge des batteries ;
- Entretien.

4. Procédures de communication :
- Ordre des priorités ;
- Détresse ;
- Urgence ;
- Sécurité ;
- Routine ;
- Méthodes d'appel d'une station par radiotéléphonie ;
- Accusé de réception d'un message ;
- Procédures spéciales d'appels ;
- Vocabulaire normalisé et méthodes d'épellation internationales telles que spécifiées dans le « guide de radiotéléphonie pour la navigation intérieure » (CCNR/DC).

## Le CRR du service mobile aéronautique

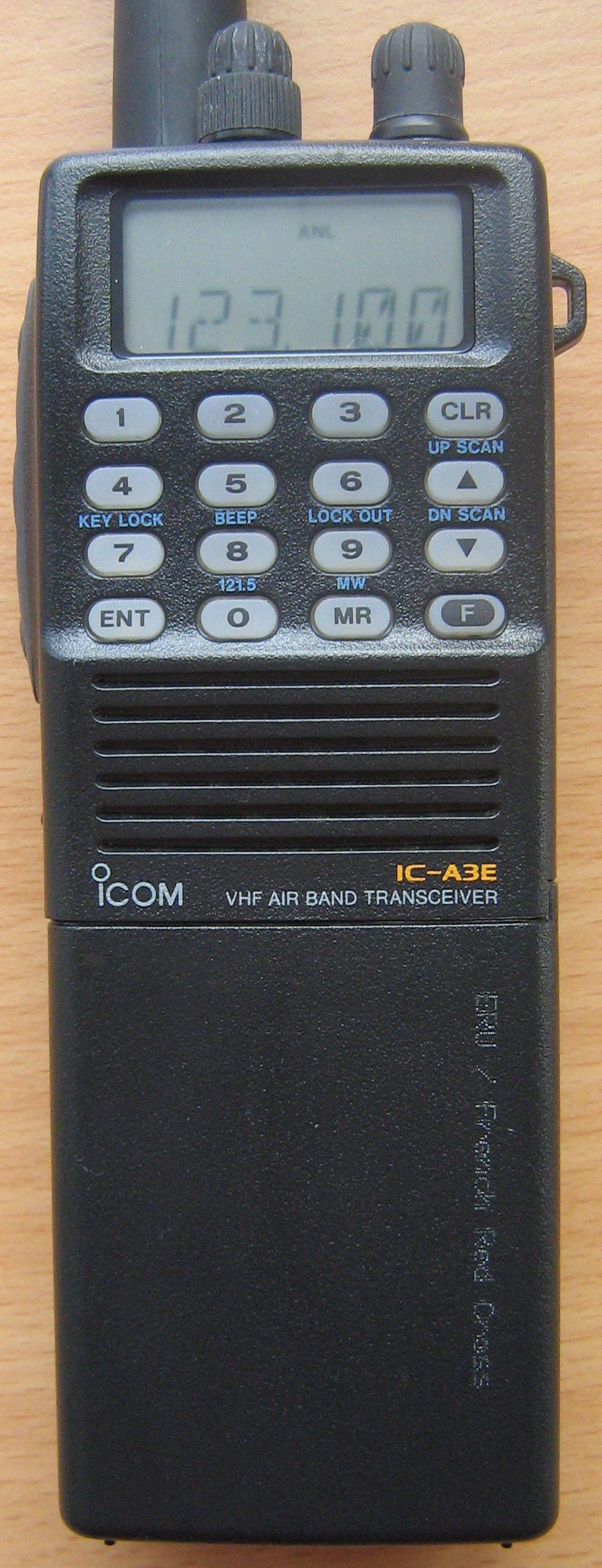
Émetteur récepteur aéronautique.

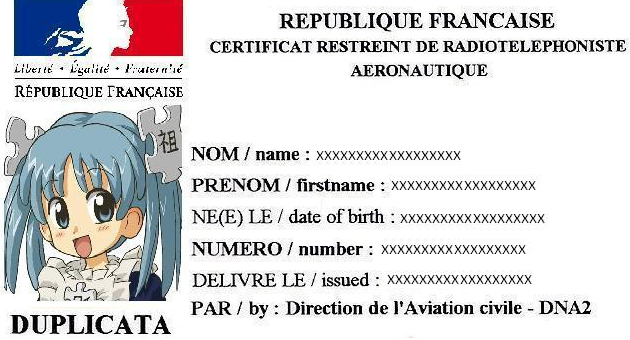
Certificat restreint de radiotéléphoniste aéronautique

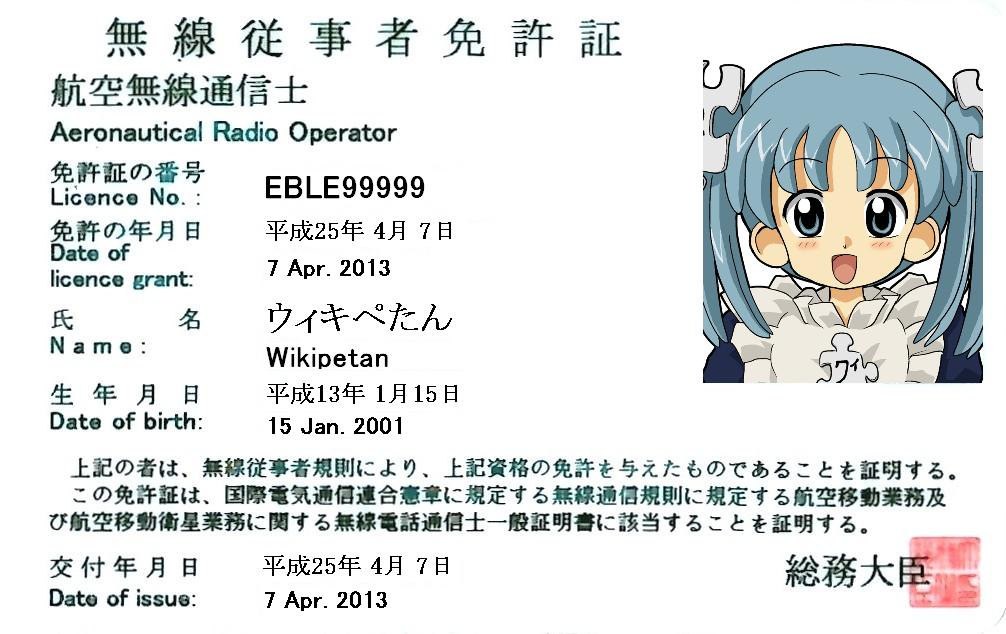
Certificat de radiotéléphoniste aéronautique (japon)

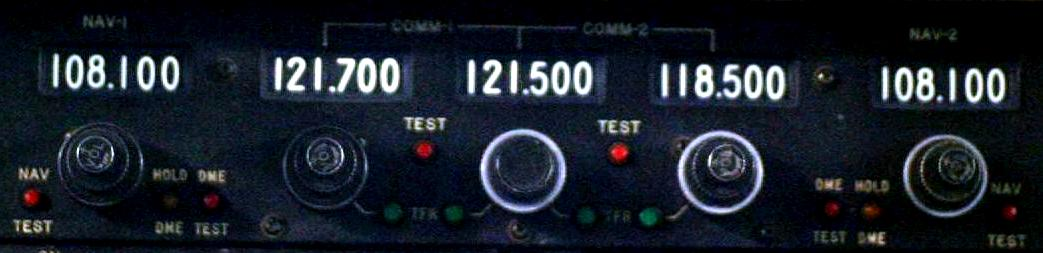
Émetteur récepteur dans un cockpits.

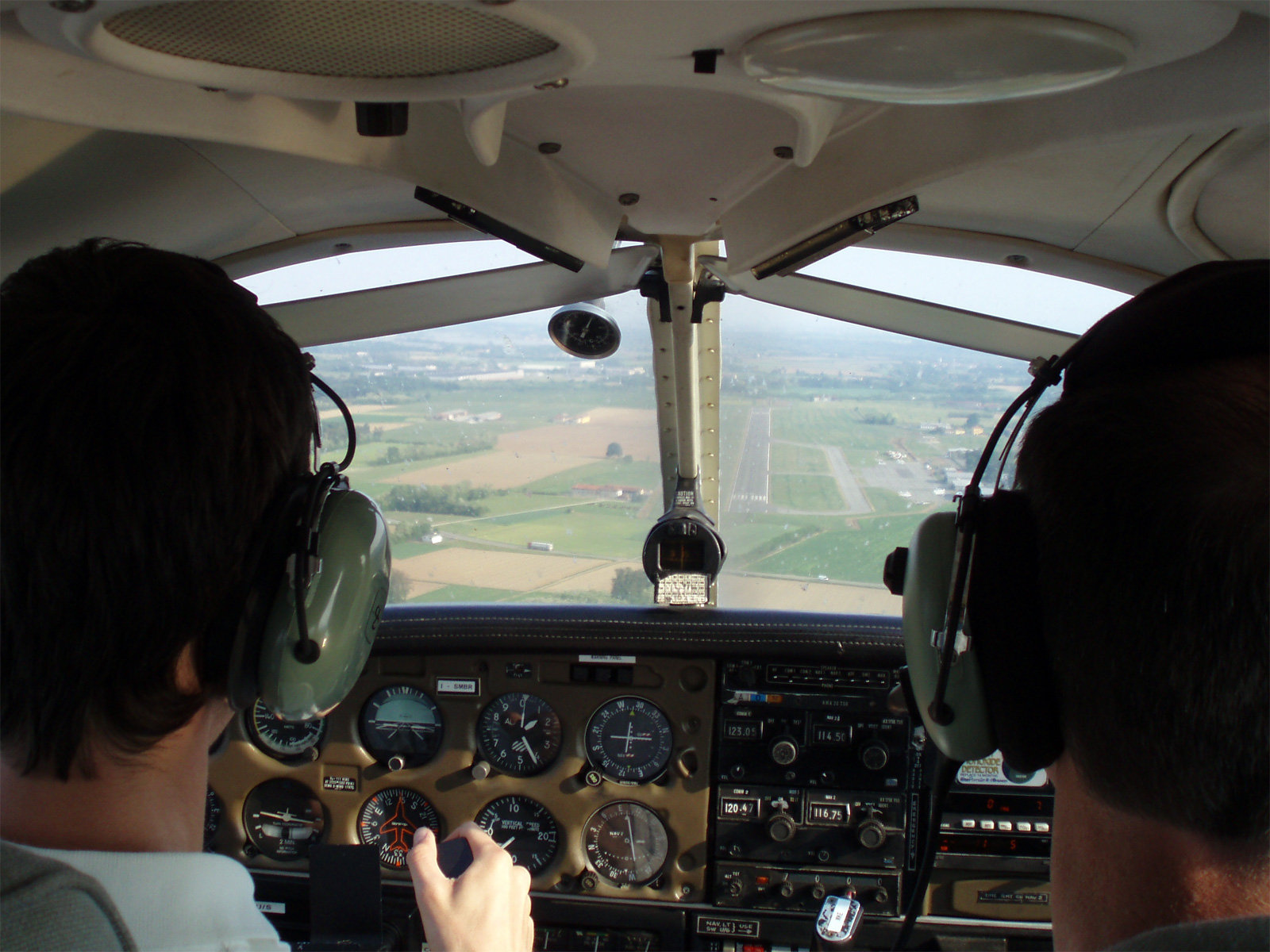
Radiotéléphonie aéronautique.

Pour manœuvrer une station radiotéléphonique dans les bandes aéronautiques, il est nécessaire de posséder un des certificats suivants :
- Les licences des navigants de l'aéronautique civile. Dans le cas d'une licence de pilote d'ULM, celle-ci doit comporter la mention d'aptitude à la radiotéléphonie ;
- L'agrément d'agent AFIS ;
- L'agrément de pompier d'aérodrome ;
- Le certificat d'exploitant hospitalier en télécommunications.

Le titulaire d'un certificat restreint de radiotéléphoniste du service mobile aéronautique peut manœuvrer les stations radiotéléphoniques des mobiles aéronautiques fonctionnant sur des fréquences attribuées exclusivement au service mobile aéronautique, à condition que la commande de l'émetteur comporte seulement la manœuvre d'organes de commutation externes et simples, sans qu'il soit nécessaires d'effectuer aucun réglage manuel des éléments qui déterminent la fréquence, l'émetteur lui-même maintenant la stabilité des fréquences dans les limites des tolérances spécifiées par le règlement des radiocommunications.

### Les stations radioélectriques mobiles

#### Bande VHF aéronautique
Dans le monde, les stations aéronautiques qui font usage de la bande comprise entre 117,975 MHz à 137,000 MHz travaillent avec une puissance de 7 W à 250 W depuis les aéronefs, en modulation d'amplitude (AM) type H3E ou A3E avec des canaux radioélectriques espacés de 8,333 kHz avec une porteuse et une bande latérale supérieure (la bande latérale inférieure est arbitrairement supprimée), avec une bande passante de 2,7 kHz.
En France, de la surface jusqu'au niveau 195 (19 500 pieds soit 5 800 m), les stations aéronautiques peuvent continuer à travailler jusqu'au 1er janvier 2018, en modulation d'amplitude de type A3E, avec des canaux espacés de 25 kHz,, tels que 118,100 MHz • 118,125 MHz • 118,150 MHz • 118,175 MHz, etc.
Les exigences des canaux aux pas de 8,333 kHz ne visent pas les fréquences suivantes : 
- urgence (121,5 MHz),
- recherche et de sauvetage (123,1 MHz),
- liaison numérique VHF,
- système embarqué de communications, d'adressage et de compte rendu,
- exploitation avec porteuse décalée dans un espacement entre canaux de 25 kHz,
- ainsi que les fréquences devant rester dans un espacement entre canaux de 25 kHz pour obligation de sécurité.

La portée d'exploitation des ondes VHF étant quasi-optique, est en fonction de la hauteur de l'aéronef, exemple : environ 450 km pour une altitude de dix mille mètres.
La portée D (en kilomètres) entre un aéronef à une hauteur H (en mètres) et une autre station à une hauteur h (en mètres) est exprimée par la relation :
{\displaystyle D=4,188({\sqrt {H}}+{\sqrt {h}})}.
Le niveau de puissance de l'émetteur de bord à  :
- pour une portée minimale air-air prévue de 20 NM en environnement à forte densité de circulation un émetteur de bord de faible puissance à une puissance de 7 W +38,5 dBm à 18 W +42,5 dBm
- pour une portée minimale air-air prévue de 40 NM en environnement à forte densité de circulation un émetteur de bord de puissance moyenne à une puissance de 16 W +42 dBm à 40 W +46 dBm
- pour une portée minimale air-air prévue de 120 NM en environnement à forte densité de circulation un émetteur de bord de grande puissance à une puissance de 100 W +50 dBm à 250 W +54 dBm

#### Bande2,8MHzà23,35MHzaéronautique
Les bandes hectométrique et décamétrique du service aéronautique sont entre 2,8 MHz et 23,35 MHz en plusieurs sous bandes avec des canaux aux pas de 3 kHz en USB (J3E) avec une puissance de 400 W depuis les aéronefs (et avec une puissance de 6 000 W depuis les stations fixes aéronautiques au sol). Et une portée d'exploitation mondiale en fonction de la propagation Haute fréquence et de la fréquence utilisée.

#### Certificats de radiotéléphonie d'aéronef
Pour manœuvrer une station radiotéléphonique dans les bandes aéronautiques il est nécessaire de posséder un des certificats suivants :
- Licence de pilote avec mention d'aptitude à la radiotéléphonie,
- L'agrément de pompier d'aérodrome,
- Le certificat d'exploitant avec mention d'aptitude à la radiotéléphonie,
- L'agrément d'agent AFIS
- Le certificat d'exploitant hospitalier en télécommunications,
- Certificat restreint de radiotéléphoniste du service aéronautique (CRR), (en France il n'y a plus d'examens depuis le 1er janvier 2000. Les duplicatas sont toujours délivrés) ,
- Qualification restreinte de radiotéléphonie internationale (QRRI),
- Qualification de radiotéléphonie internationale (QRI)[17].

#### Programme
Programme du certificat restreint de radiotéléphoniste du service mobile aéronautique,,.
Épreuves du certificat restreint de radiotéléphoniste option aéronautique:
- Utilisation des fréquences ;
- Précautions pour éviter les brouillages ;
- Appel et établissement des communications ; conversations radiotéléphoniques ; code d'épellation des lettres, signes et chiffres.
- Secret des communications ;
- Interdictions ;
- Catégories de messages, messages prioritaires; communications de détresse, d'urgence et de sécurité ;
- Courant électrique : courant continu et courant alternatif. Conducteurs et isolants ;
- Sources d'alimentation : piles ; accumulateurs (constitution, entretien, vérification de la tension) ;
- Dangers présentés par les courants électriques.
- Notions élémentaires concernant la constitution des émetteurs et des récepteurs radiotéléphoniques ; rôle des principaux organes; précautions d'utilisation des appareils de radiotéléphonie ;
- Radiotéléphonie à bande latérale unique ; principe ; avantages ;
- La stabilité de la fréquence et la largeur de bande nécessaire ;
- Les rayonnements non essentiels (rayonnements harmoniques et rayonnements parasites.)

#### CRR aéronautiques-maritimes

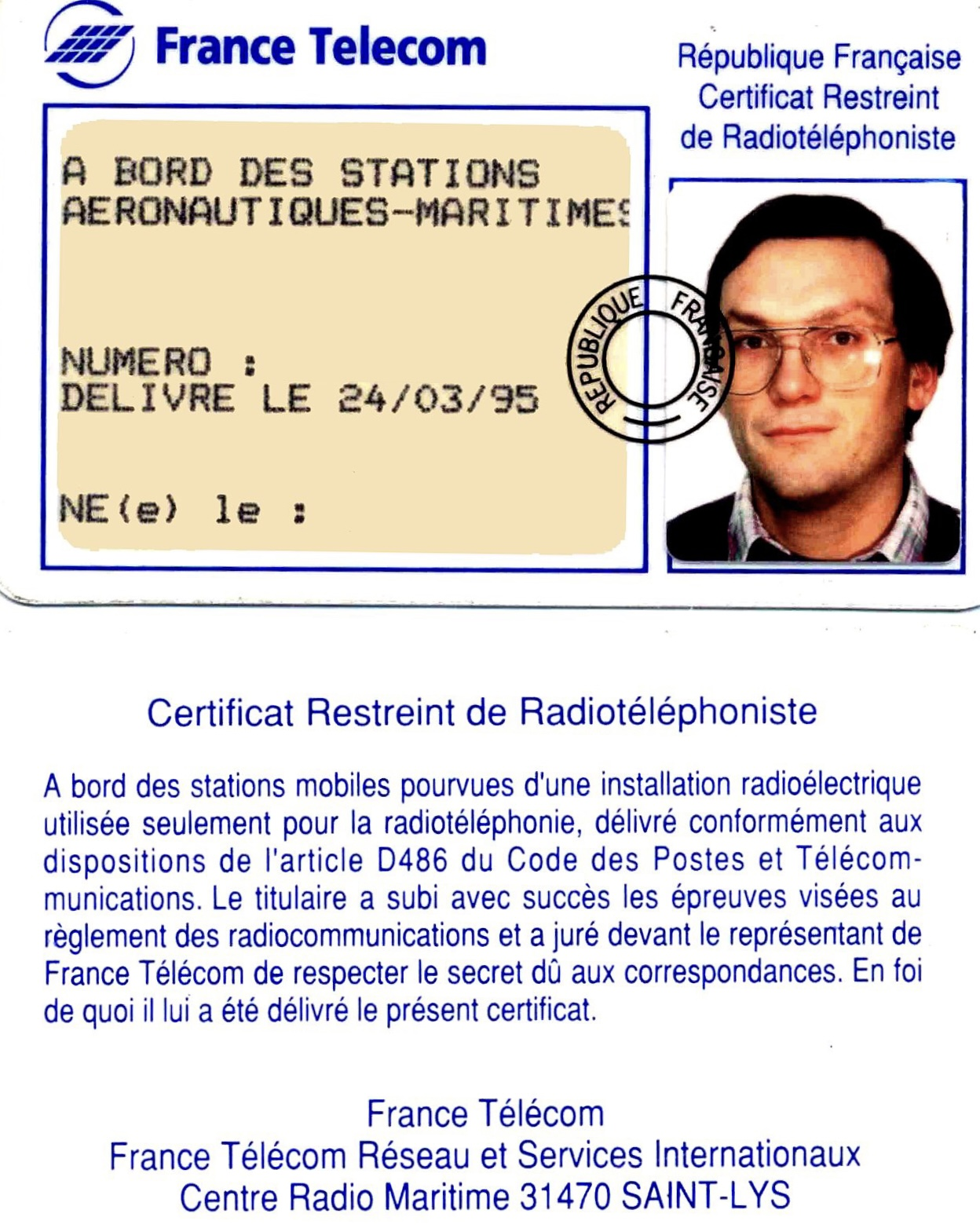
Certificat restreint de radiotéléphoniste aéronautiques-maritimes.

« Le titulaire d'un certificat restreint radiotéléphoniste aéronautiques-maritimes peut assurer le service :
- De toute station radiotéléphonique d'aéronef fonctionnant sur des fréquences attribuées exclusivement au service mobile aéronautique, à condition que la commande de l'émetteur comporte seulement la manœuvre d'organes de commutation externes et simples, sans qu'il soit nécessaires d'effectuer aucun réglage manuel des éléments qui déterminent la fréquence, l'émetteur lui-même maintenant la stabilité des fréquences dans les limites des tolérances spécifiées par le règlement des radiocommunications ;
- De toute station radiotéléphonique d'aéronef fonctionnant sur des fréquences du service mobile maritime, à condition que :
  - La puissance de crête de l'émetteur ne dépasse pas 400 W en USB (J3E) depuis les aéronefs;
  - Ou bien que la commande de l'émetteur comporte seulement la manœuvre d'organes de commutation externes et simples, sans qu'il soit nécessaire d'effectuer aucun réglage manuel des éléments qui déterminent la fréquence, l'émetteur lui-même maintenant la stabilité des fréquences dans les limites des tolérances spécifiées par le règlement des radiocommunications et la puissance de crête de l'émetteur ne dépassant pas 1 kilowatt ;

- De toute station radiotéléphonique de navire, à condition que :
  - La commande de l'émetteur comporte seulement la manœuvre d'organes de commutation externes et simples, sans qu'il soit nécessaires d'effectuer aucun réglage manuel des éléments qui déterminent la fréquence, l'émetteur lui-même maintenant la stabilité des fréquences dans les limites de tolérance spécifiées par le règlement des radiocommunications ;
  - La puissance de crête de l'émetteur ne dépasse pas 1,5 kilowatt ;
  - L'installation de radiocommunications du navire soit exclusivement radiotéléphonique et ne comporte pas d'émetteur à synthétiseur permettant de générer une fréquence quelconque de sa gamme de fonctionnement. »

— Arrêté du 28 décembre 1976 concernant les examens d'aptitude aux emplois de radiotélégraphiste et de radiotéléphoniste à bord des stations mobiles : Article 14 (lire en ligne [PDF]), publié au JORF du 14 janvier 1977.

## La licence radioélectrique

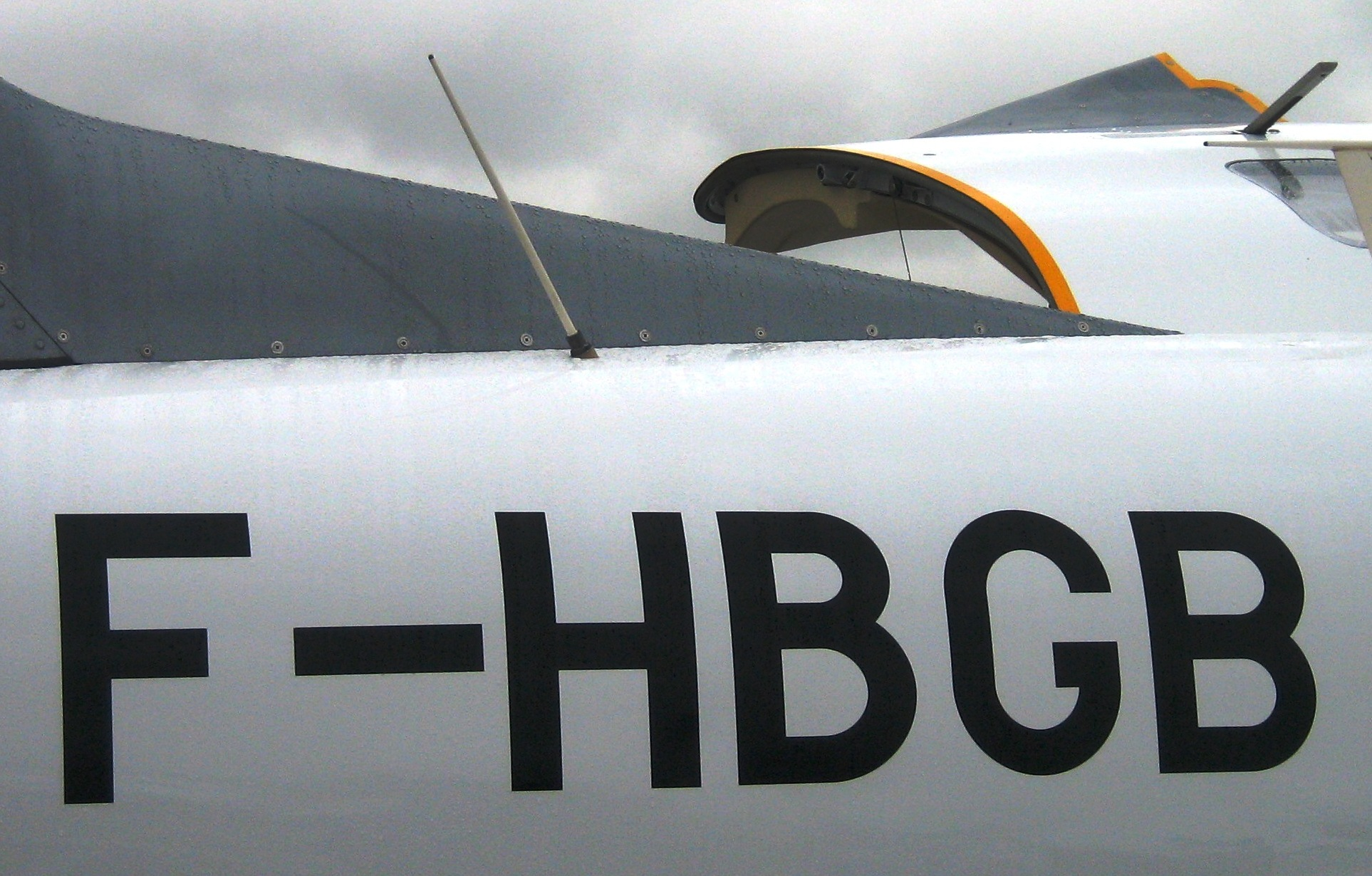
F-HBGB : indicatif (radio) d'un aéronef de France.

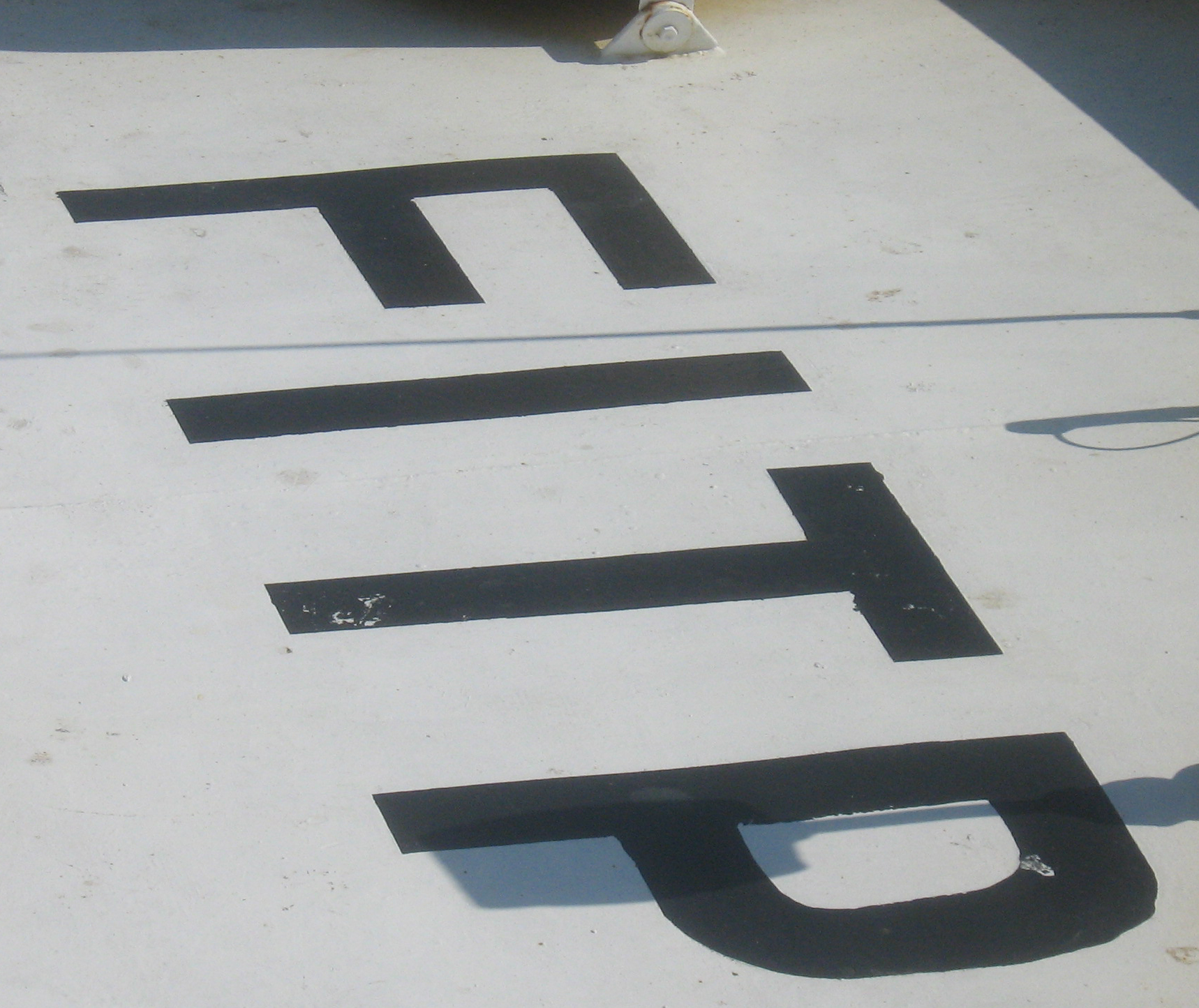
FITP : indicatif (radio) d'un navire de France.

- La licence est attribuée à la coque du navire ou de l'aéronef.
- La licence permet d'utiliser le matériel radioélectrique du navire ou de l'aéronef.
- La licence nomme la station par un indicatifs international et éventuellement par un nom.
- La licence désigne le matériel radioélectrique à bord avec les caractéristiques (puissances, fréquences et modes d'émission).
- Il n'est pas possible d'avoir une seule station radio (transportable) pour plusieurs navires ou aéronefs
- Formes des indicatifs
- Pays + types (navire ou aéronef en fonction du nombre de caractères)
- Exemples d'indicatifs :
- FABC navire Français équipé en bande hectométrique MF et VHF
- FABCD aéronef Français
- FABCDE ou F12345 navire Français équipé en VHF (sans la bande hectométrique MF sans la bande HF)
- FABC-3 est l'embarcation de sauvetage numéro 3 du navire FABC